# Athens Lawn Tennis Club
De Athens Lawn Tennis Club is een tennisclub, opgericht in 1895 in Athene, Griekenland. In de club werden sommige tenniswedstrijden van de Olympische Zomerspelen 1896 gehouden.
In de periode van 1986 tot en met 1994 werd hier het ATP-toernooi van Athene gespeeld, en gedurende een deel van die periode (1986–1990) ook het WTA-toernooi van Athene.
Nu heeft de club velden voor tennis en squash.